# Codariocalyx motorius
Codariocalyx motorius är en ärtväxtart som först beskrevs av Maarten Willem Houttuyn, och fick sitt nu gällande namn av Hiroyoshi Ohashi. Codariocalyx motorius ingår i släktet Codariocalyx, och familjen ärtväxter. Inga underarter finns listade i Catalogue of Life.

## Bildgalleri

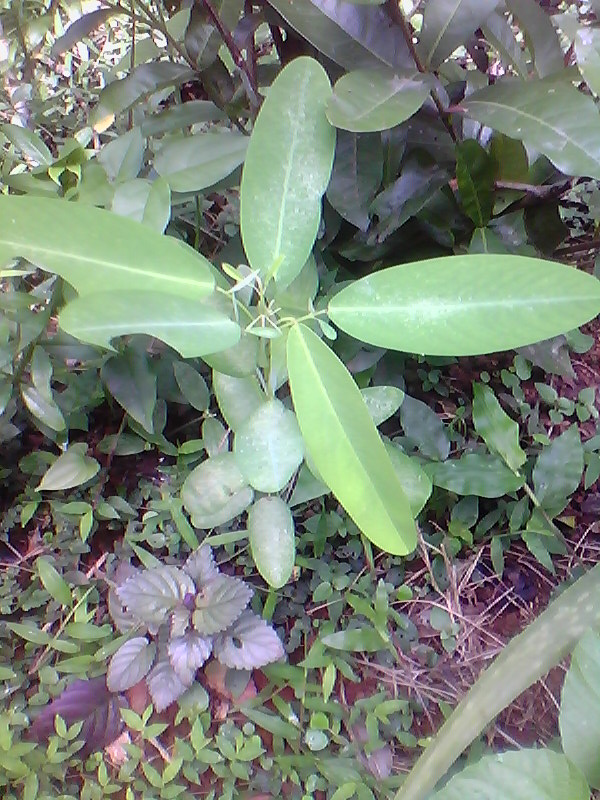
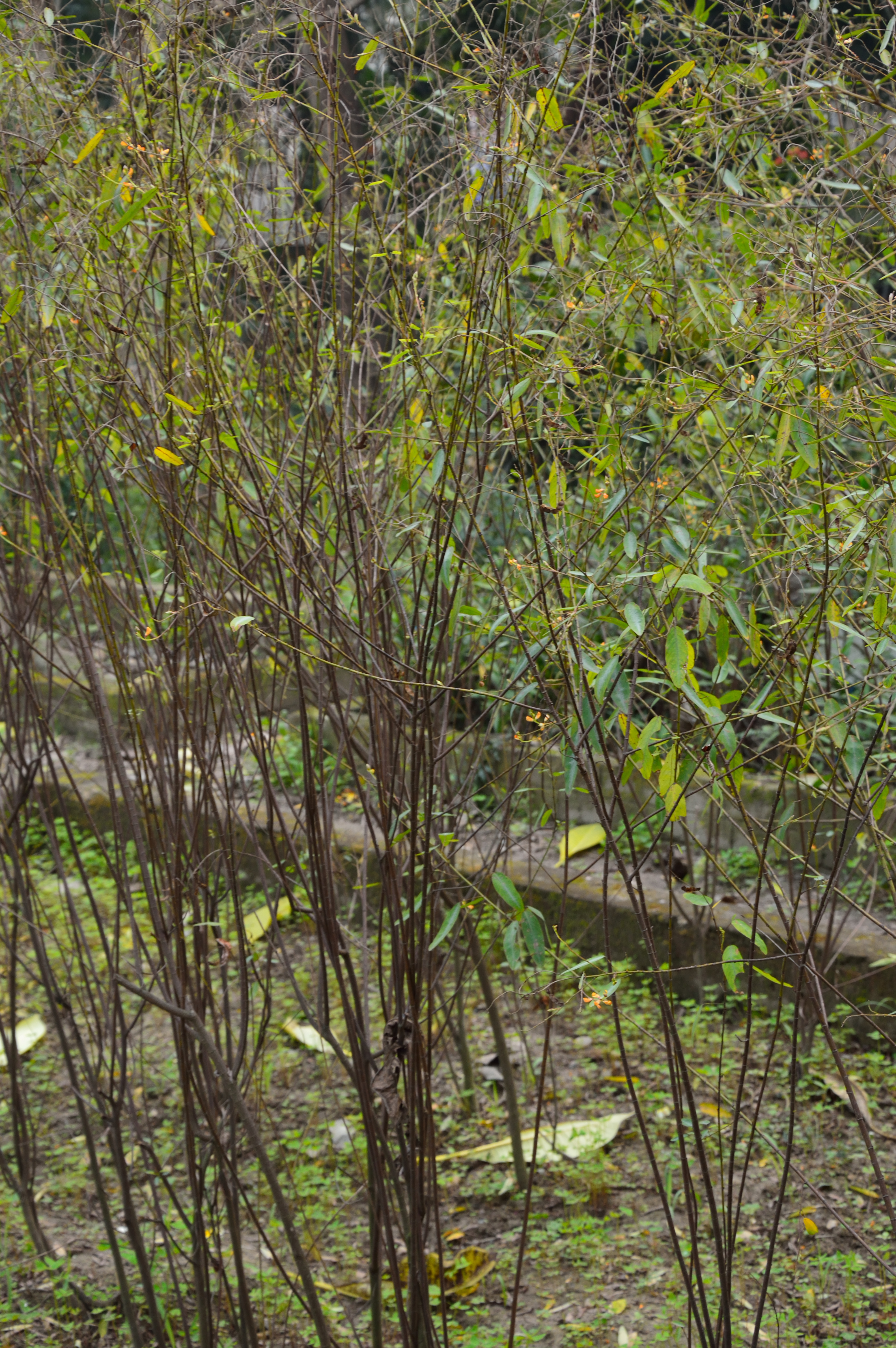
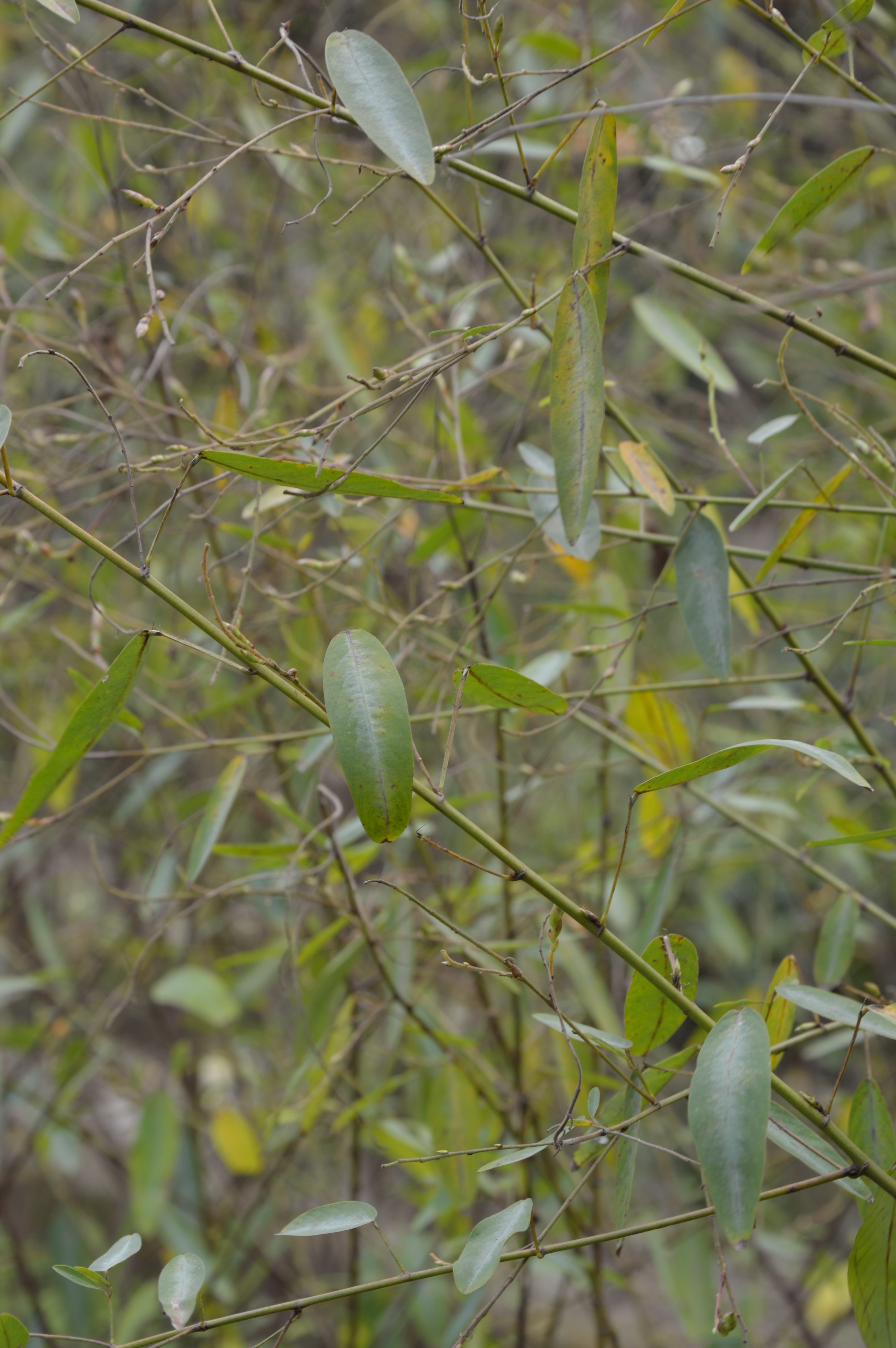
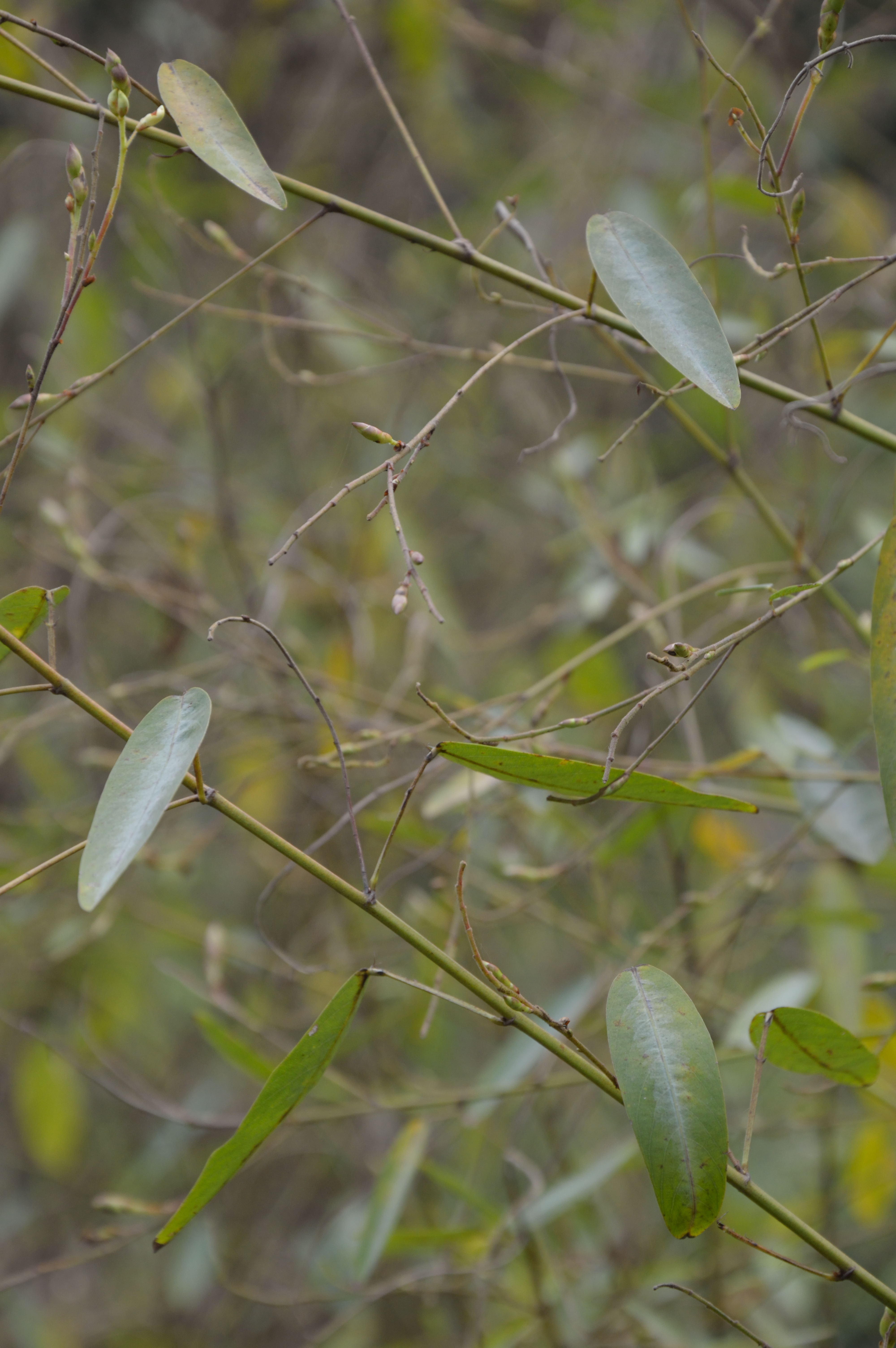